# أيل الصمبر السريلانكي
أيل الصمبر السريلانكي (الاسم العلمي: Rusa unicolor unicolor) هو نوع من الأيائل التي تعيش في سريلانكا. هذه السلالة هي واحدة من أكبر أنواع الأبائل الصمبر مع كاشيما أكبر من حيث الحجم والنسب في الجسم. وزنه كبير فالذكور تصل إلى 270-280 كجم. الصمبر سريلانكا توجد في الأراضي المنخفضة والغابات الجبلية . قطعان كبيرة من الصمبر تجوب سهول الحديقة هورتون الوطنية حيث أنها هي الأكثر شيوعا من الثدييات الكبيرة.